# Apt Pupil
Apt Pupil is een Amerikaanse thriller uit 1998 onder regie van Bryan Singer. Het verhaal is gebaseerd op dat uit Stephen Kings gelijknamige verhaal uit de bundel Different Seasons, in Nederland ook vertaald verschenen als het verhaal De leerling uit de bundel 4 Seizoenen. De film won vijf prijzen, waaronder de Saturn Awards voor beste horrorfilm en beste bijrolspeler (Ian McKellen) en de prijs voor beste acteur (Brad Renfro) op het Internationaal filmfestival van Tokio.

## Verhaal
Het is 1984. De zestienjarige Amerikaanse scholier Todd Bowden (Brad Renfro) is een uitmuntende leerling die na een projectweek op school over de Holocaust gefascineerd raakt door de Tweede Wereldoorlog. Daarom duikt hij ook na het schoolproject de bibliotheek in om alles erover te lezen wat hij kan vinden.
Wanneer hij op een dag in de bus naar huis zit, stapt er een oude man (Ian McKellen) in die hij herkent. Een maand later belt hij bij het huis van de grijsaard aan om hem dit te vertellen. Hoewel de man onder de naam Arthur Denker in de Verenigde Staten woont, weet Bowden dat hij in realiteit tegenover Kurt Dussander staat, voormalig kampbewaker van onder meer Auschwitz en Bergen-Belsen. Hoewel deze in eerste instantie alles ontkent, overtuigt Bowden hem er vlot van dat dat geen zin heeft. Hij is in het bezit van vingerafdrukken en foto's waarmee hij Dussanders identiteit kan bewijzen. Bowden is niettemin niet van plan om hem aan te geven, maar wil van de oud-nazi oorlogsverhalen en -ervaringen horen die hem op school en in de boeken niet verteld worden. Dussander wil niet meewerken, maar moet wel omdat Bowden hem anders aangeeft. De jongen heeft daarbij geregeld dat als hem iets mocht overkomen, de bewijzen automatisch in handen van de autoriteiten komen.
Bowden begint dagelijks Dussander te bezoeken, die hem vertelt over de kampen, experimenten op mensen en de talloze gedode slachtoffers. De jongen neemt een nagemaakt nazi-uniform mee, dat Dussander moet aantrekken. Hij besteedt zodoende steeds meer tijd aan de kampbewaker en steeds minder aan school, meisjes en zijn beste vriend Joey (Joshua Jackson). Bowden gaat steeds meer op in zijn fascinatie voor de Tweede Wereldoorlog, maar ook Dussander begint steeds meer in zijn oude, sadistische persoonlijkheid terug te vallen. Zo probeert hij op een middag een poes uit de buurt in zijn oven te stoppen.
Doordat Bowdens punten onderuit gaan, schrijft zijn studiebegeleider Edward French (David Schwimmer) een bezorgde brief die de jongen aan zijn ouders moet geven. In plaats van dat hij dit doet, geeft hij hem aan Dussander en dwingt die hun handtekeningen te vervalsen. Dussander maakt van de gelegenheid gebruik om persoonlijk bij French langs te gaan om 'zijn bezorgdheid over zijn kleinzoon' te bespreken. Afgesproken wordt dat Bowden drie weken krijgt om een reeks uitmuntende punten te behalen. Als hem dit lukt, dan worden zijn slechte punten geschrapt. Dit is alleen zoveel werk, dat Bowden geen tijd meer overhoudt om Dussander lastig te vallen, die precies dat wilde bereiken. Bovendien is de oud-nazi nu samen gezien met Bowden. Dussander vertelt hem dat dit in combinatie met getuigenissen die hij heeft geschreven over Bowdens bezoeken en in een kluis heeft gelegd, Bowden levenslang kunnen beschadigen als alles naar buiten komt. Daardoor heeft ook hij nu een chantagemiddel in handen.
Bowden laat Dussander daarop met rust. Zijn schoolresultaten en sociale contacten gaan weer steeds beter. De oud-nazi heeft niettemin zijn oude streken inmiddels terug. Hij nodigt daarom een zwerver uit in zijn huis, steekt hem neer en duwt hem van de keldertrap. Wanneer hij naar beneden wil stormen om zijn karwei af te maken, krijgt hij een hartaanval. Dussander belt daarop Bowden en dwingt hem langs te komen. De jongen gaat de keldertrap af, die achter hem op slot wordt gedaan. Wanneer de zwerver niet dood blijkt, maar kermend opkrabbelt, raakt Bowden zo in paniek dat hij die met een schop doodslaat. Nu hij weet hoe dat voelt, mag hij de kelder uit van Dussander. Daarop belt hij een ambulance voor de oude man.
Dussander wordt in het ziekenhuis herkend als kampbewaker door een oude man in het bed naast hem, een Holocaustoverlever. Hij strompelt naar een verpleegkundige en stort haar huilend in de armen, waarop zij de politie inlicht. Voordat deze Dussander kan vervolgen, pleegt hij zelfmoord door lucht in zijn infuus te blazen. Hij laat niettemin zijn sporen na, blijkt wanneer studiebegeleider French bij Bowden aanbelt om met diens ouders te praten. Hij heeft in de krant Dussanders foto gezien en herkend als de man die Bowden bij zich had als zogenaamde grootvader. De jongen brengt French op andere gedachten door te dreigen hem te beschuldigen van seksueel misbruik als hij ooit zijn mond hierover opendoet.

## Rolverdeling
| Acteur          | Personage                      |
| --------------- | ------------------------------ |
| Brad Renfro     | Todd Bowden                    |
| Ian McKellen    | Kurt Dussander / Arthur Denker |
| Ann Dowd        | Monica Bowden, Todds moeder    |
| Bruce Davison   | Richard Bowden, Todds vader    |
| David Schwimmer | Edward French                  |
| James Karen     | Victor Bowden, Todds opa       |
| Marjorie Lovett | Agnes Bowden, Todds oma        |
| Heather McComb  | Becky Trask                    |
| Michael Byrne   | Ben Kramer                     |
| Jan Triska      | Isaac Weiskopf                 |
| Joe Morton      | Dan Richler                    |
| Elias Koteas    | Archie                         |